# Siria en los Juegos Olímpicos de París 2024
Siria estuvo representada en los Juegos Olímpicos de París 2024 por seis deportistas, cinco hombres y una mujer, que compitieron en seis deportes.
Los portadores de la bandera en la ceremonia de apertura fueron el jinete Amru Hamcho y la atleta Alisar Yusef. El equipo olímpico sirio no obtuvo ninguna medalla en estos Juegos.